# Bergerac
Bergerac (wymowaⓘ, oksyt. Brageirac) – miasto i gmina we Francji, w regionie Nowa Akwitania, w departamencie Dordogne, wokół którego rozpościera się region winiarski Bergerac. W 2022 r. miasto zamieszkiwało 26 852 osób.
W miejscowości znajduje się stacja kolejowa Gare de Bergerac.

## Miasta partnerskie
- Repentigny
- Faenza
- Ostrów Wielkopolski[1]